# Ducat del Friül
El Ducat del Friül va ser un dels grans ducats de la Llombardia. Va servir de 'paraxocs' entre Itàlia i els pobles eslaus, tot i que, sovint, junt amb els ducats de Spoleto, Benevento i Trento, Friuli intentava establir la seva independència de l'autoritat reial.
La província del Friül va ser la primera d'Itàlia que van conquerir els llombards manats per Alboí l'any 568. Alboí va deixar el govern de la regió en mans del seu nebot, Gisulf I del Friül, al qual se li permetre escollir les famílies nobles amb les que es volia establir. L'emplaçament original es va situar entre els Alps Carnics pel nord i els Alps Julians per l'est, on l'accés era força difícil. Estava rodejat per l'Exarcat de Ravenna pel sud, on no va tenir accés al mar fins més endavant, i per una planícia que conduïa a Pannònia, un punt d'accés perfecte pels invasor com els Croates, els Àvars, i posteriorment pels Hongaresos. El costat oest del territori va estar sense definir fins que posteriors conquestes van establir el Ducat de Ceneda, situat més enllà del riu Tagliamento. Originalment la capital de la província va ser Aquileia, però la capital Llombarda del Friül va ser Forum Julii, actualment Friül.
L'any 615 es va conquerir Concordia (situada l'actual Suïssa) i el 642 Opitergium (actual Oderzo). D'aquest forma els ducs van estendre la seva autoritat cap al sud en contra de l'Exarcat de Ravenna. L'any 663, la capital va ser conquerida pels àvars per un breu període, ja que Grimoald I de Benevento no va trigar a recuperar-la. Després del setge de Pavia l'any 774, Carlemany va permetre a Hrodgaud del Friül conservar el ducat, que va continuar sota el poder dels francs fins a l'any 828, moment en què es va dividir en comtats i va desaparèixer. Posteriorment es van tornar a reunir sota Marca del Friül l'any 846.